# 鸡蛋丝
鸡蛋丝，也称为蛋皮丝，是用鸡蛋摊成薄饼后，改刀切成的丝，通常在面条中作为菜码或在馄饨汤中加入。在日本的雜锦寿司饭中，鸡蛋丝也是重要的组成部分，是雜锦中的黄色。